# Clock (hjernevrider)
Clock, også kendt som en hjernevrider eller puslespil, er et mekanisk legetøj eller en gåde, der udfordrer brugeren til at finde en løsning ved at rotere forskellige dele af enheden. Disse gåder kræver logik, tålmodighed og strategi for at blive løst og er populære blandt både børn og voksne som en mental udfordring og underholdning.

## Historie
Clock-puslespillet blev populært i løbet af 1980'erne, hvor mekaniske puslespil generelt oplevede en stigning i popularitet. Denne type puslespil blev en del af en bredere trend, der omfattede andre kendte mekaniske gåder som Rubik's terning.

## Design og mekanik
Et typisk Clock-puslespil består af en række drejeskiver, der hver har flere positioner og tandhjul, som kan ændre position ved at rotere skiverne. Målet er at bringe puslespillet fra en tilfældig eller rodet tilstand til en forudbestemt løst tilstand, ofte markeret ved at alle skiverne peger på det samme tidspunkt eller en specifik sekvens.
Puslespillet kræver ofte, at man tænker flere træk frem og overvejer, hvordan en handling vil påvirke de andre dele af mekanismen.

## Popularitet og kultur
Clock-puslespil har en trofast fanskare og findes ofte i samlinger af mekaniske puslespilentusiaster. De bliver også brugt i pædagogiske sammenhænge for at lære børn og voksne om mekanik, logik og problemløsning.
Clock-puslespillet har også inspireret en række konkurrencer og fællesskaber, hvor folk mødes for at dele løsninger, strategier og forbedre deres færdigheder.

## Rekorder
De bedste tider i Danmark er:
| Single | 2.86 | Victor Glyrskov           |
| Single | 3.48 | Andreas Friis Thorkildsen |

### Top 5 hurtigste ved en enkelt løsning[5]
| Navn                  | Resultat | Konkurrence                        |
| --------------------- | -------- | ---------------------------------- |
| Niklas Aasen Eliasson | 2.29s    | West Coast 3: Trollhättan 2024     |
| Eryk Kasperek         | 2.31s    | No Triangle in Rzeszów 2024        |
| Carter Thomas         | 2.38s    | Chicago Area Twist A 2024          |
| Tommy Cherry          | 2.43s    | Alabama Championship 2024          |
| Neil Gour             | 2.54s    | Side Events Bangalore January 2024 |

### Top 5 tider forOlympisk gennemsnitaf 5 løsningeer[6]
| Navn                    | Gennemsnit | Konkurrence                    | Tider                        |
| ----------------------- | ---------- | ------------------------------ | ---------------------------- |
| Eryk Kasperek           | 2.52s      | Cube4fun Lublin on WEII 2024   | 2.44 (3.36) 2.59 (2.40) 2.52 |
| Niklas Aasen Eliasson   | 3.02s      | Swedish Championship 2024      | (3.47) (2.84) 2.98 2.90 3.18 |
| Volodymyr Kapustianskyi | 3.10s      | Eau Claire 2024                | (3.52) 2.95 (2.80) 3.45 2.89 |
| Marcel Politowicz       | 3.24s      | No Triangle in Rzezsów 2024    | 3.83 2.79 (4.02) (2.66) 3.10 |
| Carter Thomas           | 3.25s      | Countless Cubes Chicago A 2024 | (2.81) 3.03 (DNF) 3.34 3.38  |